# Tage Reedtz-Thott
Kjeld Thor Tage Otto, Friherre Reedtz-Thott (13 de marzo de 1839-27 de noviembre de 1923) fue un político danés, terrateniente y miembro del partido político Højre. Fue presidente del Consejo de Dinamarca de 1894 a 1897.

## Biografía
Tage Reedtz-Thott nació en el castillo de Gavnø, en la isla de Gavnø, cerca de Næstved (Dinamarca). Era hijo del barón Otto Reedtz-Thott (1785-1862) y de Karen Julie Elisabeth Frederikke Fønns (1814-1844). Se licenció en Filosofía en 1860. Continuó sus estudios en Ginebra y París. Asumió la baronía de Gavnø tras la muerte de su padre en 1862. La baronía de Gavnø comprendía las fincas de Gavnø, Lindesvold y Strandegård.

En 1886, fue elegido miembro del Folketing y, en 1892, ministro de Asuntos Exteriores de Dinamarca. En 1894 se convirtió en presidente del Consejo de Dinamarca y dimitió en 1897. Fue miembro de la Comisión de Defensa en 1902 y en 1906 de la Comisión del Ministerio de Asuntos Exteriores y Diplomacia. Entre 1904 y 1907 fue miembro del Comité Eclesiástico. En 1910 no fue reelegido para el Folketing. Murió en 1923 en Gavnø y fue enterrado en la iglesia de Vejlø de Næstved.